# William John Macdonald
Pour les articles homonymes, voir William Macdonald et Macdonald.
William John Macdonald (29 novembre 1832-25 octobre 1916) est un homme politique canadien de la Colombie-Britannique. Il est maire de la ville de Victoria en 1866 à 1867 et en 1871.

## Biographie
Né au Royaume-Uni, Macdonald migre dans la colonie de l'Île de Vancouver après un voyage de sept mois s'étalant de 1850 à 1851. Il est embauché comme commis par la Compagnie de la Baie d'Hudson, cette dernière contrôlait alors l'île par une concession garantie par les Britanniques.
D'allégeances conservatrices, il est nommé au Sénat du Canada en décembre 1871 sous recommandation du premier ministre John A. Macdonald. Il représente la division sénatoriale de Victoria jusqu'à sa démission en avril 1915.